# 1-ша кавалерійська дивізія (СРСР)
1-ша кавалерійська дивізія (повна назва 1-ша Запорізька червоногвардійська кавалерійська дивізія; (1-ша чгкд) — військове з'єднання, кавалерійська дивізія сухопутних військ Червоної армії, що існувала з 1922 до 1938 року. Дивізія базувалася переважно у місті Проскурів. Сформована з 8-ї кавалерійської дивізії, у 1938 році вона стала 32-ою кавалерійською дивізією.

## історія
6 травня 1922 року 8-ма Запорізька козацька кавалерійська дивізія 1-го Козацького кавалерійського корпусу Червоної Армії стала 1-ю Запорізькою козацькою кавалерійською дивізією. Командиром дивізії був Михайло Демічев, колишній командир 8-ої кавалерійської дивізії.
43-й, 44-й, 45-й, 46-й, 47-й та 48-й кавалерійські полки дивізії були перейменовані відповідно на 1-й, 2-й, 3-й, 4-й, 5-й та 6-й козацькі кавалерійські полки.
У 1924 році штаб 1-го корпусу знаходився у Вінниці. Дивізію було розділено на три бригади. 1-ша кавалерійська бригада включала 1-й та 2-й кавалерійські полки, 2-га кавалерійська бригада включала 3-й та 4-й кавалерійські полки, а 3-тя кавалерійська бригада включала 5-й та 6-й кавалерійські полки. 6 вересня штаб дивізії був у Жмеринці.
11 липня 1925 року дивізія отримала назву «на честь Французької комуністичної партії». 15 грудня 1925 року штаб дивізії перейшов до Проскурова. У 1928 році до дивізії завітав французький комуністичний політик Марсель Кашен. 29 листопада 1929 року дивізія була нагороджена Орденом Червоного Прапора. У 1930 році почалася механізація кавалерії, і до дивізії було додано танковий взвод та взвод броньованих автомобілів. У 1931 році був створений 1-й механізований полк у складі дивізії.
15 листопада 1932 року комбриг Іван Нікулін став командиром дивізії після того, як Демічева підвищили до командування 1-м кавалерійським корпусом. У листопаді 1936 року командиром дивізії став комбриг Михайло Хацкілевич. У червні 1938 року дивізія стала 32-ю кавалерійською дивізією.